# Marc Rieffel
Marc Aristide Rieffel (Nova Iorque, 22 de dezembro de 1937) é um matemático estadunidense. É professor do Departamento de Matemática da Universidade da Califórnia em Berkeley.
Em 2012 foi selecionado como um dos inaugural fellows da American Mathematical Society.